# Підводний човен флоту

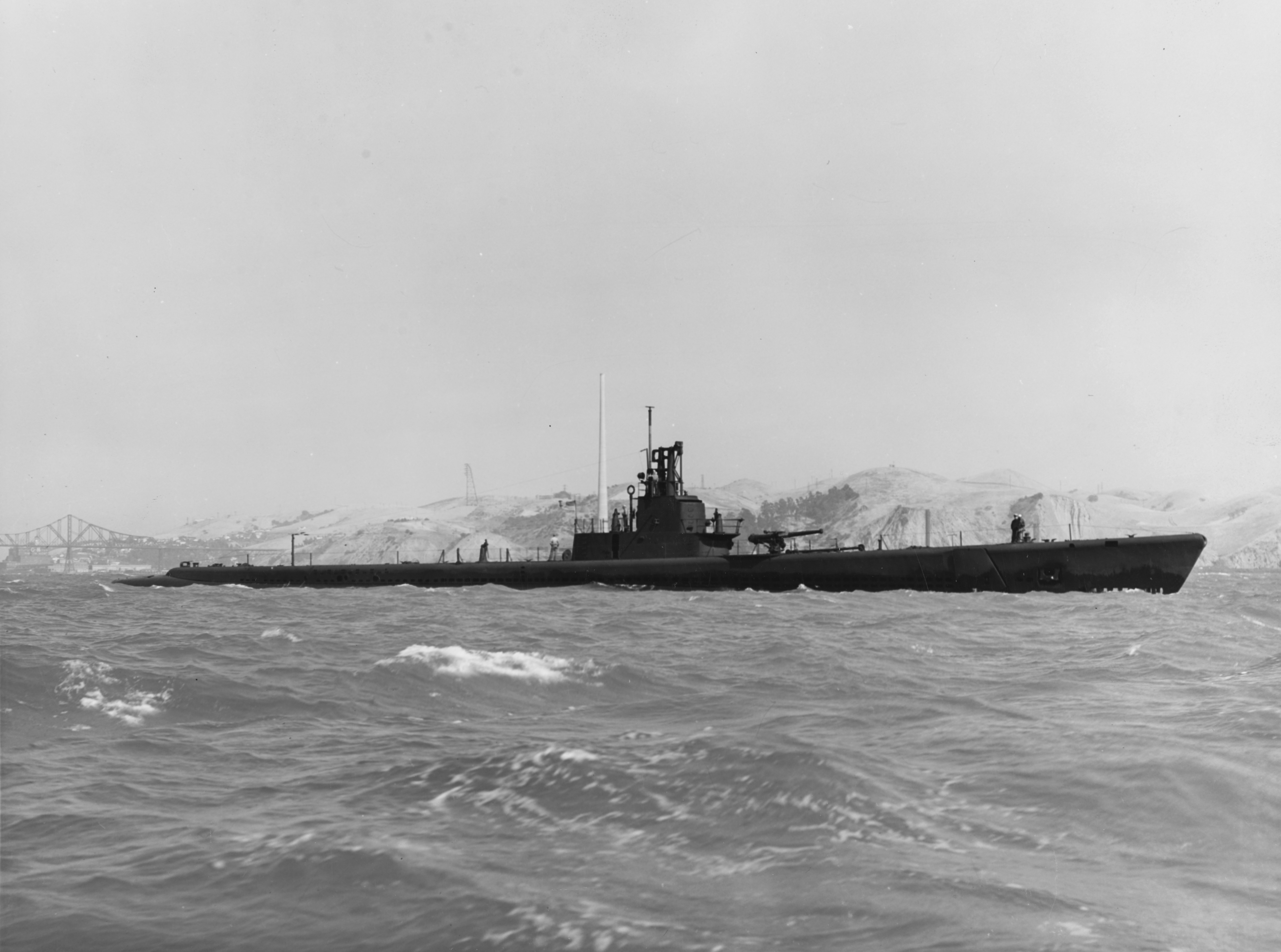
Підводний човен флоту USS Wahoo

Підводний човен флоту - підводний човен, чия швидкість, радіус дії та надійність уможливлювала участь у спільних операціях з ескадрами лінійних кораблів та авіаносців. Прикладом таких субмарин були американські типу "Гато". Крім позначення підводних човнів далекого радіуса дії 30-40-х років 20 століття, цей термін використовується військово-морськими силами Великої Британії для сучасних атомних багатоцільових підводних човнів.  

### Японія
Японські підводні човни типів I фактично виконували ж ту ж роль, як і американські та британські підводні човни флоту, відрізняючись від менших "середніх" підводних човнів. Водночас деякі типи підводних човнів з індексом I через наявність ангарів для гідропланів та гармат великого калібру розглядалися як підводні крейсери.

### Інші
Держави континентальної Європи також будували "океанічні" підводні човни для операцій насамперед в Атлантичному чи Індійському океані. Водночас ці човни часто не мали достатньої швидкості для спільних операцій з надводними кораблями.